# هاروكا إيشيدا
هاروكا إيشيدا (باليابانية: 石田晴香 ) (و. 1993  م) هي مغنية، والأداء الصوتي في اليابان يابانية، ولدت في سايتاما، وهي عضوةٌ في إيه كيه بي48 (حتى 17 مايو 2016).
.

## روابط خارجية
- هاروكا إيشيدا على موقع IMDb (الإنجليزية)
- هاروكا إيشيدا على موقع ميوزك برينز (الإنجليزية)
- هاروكا إيشيدا على موقع قاعدة بيانات الفيلم (الإنجليزية)